# Рудольф Ваґнер (історик)
Рудольф Ваґнер (нім. Rudolf Wagner; 18 липня 1911 — 27 квітня 2004) — німецький історик. Висланий чиновник і державний політик Баварії.

## Біографія
Після Першої світової війни Ваґнер разом із батьками переїхав на Буковину, яка була анексована Румунією після 1918 року. У 1933 році він отримав ступінь бакалавра в Гурахуморі. Після проходження військової служби в румунській армії німецьке керівництво буковинських німців у 1934 році направило його на навчання до університету Філіппса в Марбурзі, де він також став членом Націонал-соціалістичного німецького студентського союзу. У 1930 році вступив до братства Активна Армінія Черновіц. Був членом Націонал-соціалістичної німецької робітничої партії. Вагнер отримав докторську ступінь у 1938 році. У 1938 році він прийняв посаду в Інституті Ванзее, філії Головного управління безпеки Рейху в Берліні, і став членом СС. Він був членом комісії з переселення, яка у 1940 році поселила буковинських німців у Вартеланді. У грудні 1940 — березні 1941 — унтерштурмфюрер СС під керівництвом командувача поліції безпеки та СД (BdS) у Парижі закінчив 14-й курс провідників СС у квітні 1941 року. З травня по листопад 1941 року він був призначений до BdS у Белграді, де він мав завдання емігрантів, диверсантів, терористів, комуністів та євреїв після «забезпечити» військову поразку Югославії. Після важкого поранення він повернувся до Головного управління безпеки Рейху в 1944 році.
Вагнер був а.о. разом із колишнім штурмбанфюрером СС Еріком фон Вітцлебеном і Вальтером фон Кеуделлом, які підписали хартію німецьких висланих. Після війни видавав журнал "Der Buchenlanddeutsche (пізніше: Südwestbote). 9 жовтня 1949 року Вагнер став речником бухенландських німців і перейшов до президії Федерації вигнаних (BdV). Після війни був обраний до парламенту Баварії від Асоціації переміщених осіб та позбавлених прав, членом якої був з 1954 по 1958 рік. Викладав у політичному університеті в Мюнхені та був почесним доктором Чернівецького національного університету. Вагнер, «сіра еміненція буковинців», зумів приховати свою причетність до нацистської доби.
2 вересня 2000 р. разом із Гербертом Гупкою, Фрідріхом Вальтером та Рудольфом Вольнером нагороджений почесною табличкою Асоціації висланих. Наступного дня під час вшанування пам'яті BdV з нагоди 50-річчя підписання хартії про висланих голова Еріка Штайнбах назвала Вагнера «людиною першої години», а федеральний канцлер Герхард Шредер вшанував його, як останній уцілілий підписувач хартії на той час.
У 1950 році він став членом мюнхенського братства Армінія. Пізніше він отримав почесну стрічку Українського Запоріжжя, відновленого в 1990 році як єдине студентське братство в Чернівцях.